# ノースフライト
ノースフライト（欧字名:North Flight、1990年4月12日 - 2018年1月22日）は、日本の競走馬、繁殖牝馬。
1993年に中央競馬でデビュー。翌1994年に安田記念、マイルチャンピオンシップと二つのGI競走を制覇し、同年のJRA賞最優秀5歳以上牝馬に選出された。特にマイルの競走で5戦全勝という成績を残し、「マイルの女王」と称され、ファンからは「フーちゃん」の愛称でも親しまれた。競走馬引退後の1995年より繁殖牝馬。競走馬として大成した産駒は出なかったものの、種牡馬となったミスキャストが2012年の天皇賞（春）を制したビートブラックを出している。

## 経歴

### 大北牧場によるシャダイフライト購買
本馬を生産した大北（たいほく）牧場は1935年創業の老舗であり、1965年の桜花賞に優勝したハツユキなどを生産していたが、2代目場主が交通事故で急死し、その息子の斎藤敏雄が18歳で3代目の場主となった。以後牧場は20年間低迷を続けたが、1989年に生産馬ライトカラーが優駿牝馬（オークス）を制し、彼の代で初めてクラシック競走の優勝を果たした。これに奮起した斎藤は翌1990年1月、新たな繁殖牝馬を求めて日本最大の牧場である社台グループ主催のセリ市に参加した。
目星を付けていた1頭の購買を決めたのち、予算に余裕があったためさらに受胎済みの牝馬を探したところ、厳寒にもかかわらず緊張のため発汗しながら震えている馬を発見した。これが本馬の母となるシャダイフライトであった。18歳と高齢で、左目は弱視であったが、社台グループが導入した新種牡馬トニービンの仔を宿していた。その姿から「ひと声で落とせる」と判断した斎藤は購買を決め、開始価格に10万円上乗せしたのみの410万円で落札に成功した。これはこのセリ市に上場された馬のなかで最も安い価格だった。注目度の低い馬であったが、社台グループ総帥の吉田善哉だけは「本当にあの馬を売っていいのか」と従業員に何度も確認し、セリ会場でも高所から身を乗り出して様子を見ていたという。

### 生い立ち
同年4月12日、シャダイフライトは鹿毛の牝馬、後のノースフライトを出産。人の手を借りずに出産を済ませ、朝に斎藤が発見したときには既に立ち上がっていた。斎藤によれば「種馬の良さばかりが出た」、「牡馬かなと思ったぐらいの」好馬体の持ち主であった。しかし、この年が初年度だったトニービン産駒について、馬産地では華奢で頼りないという評判が立っており、本馬は普通以上の体格を備えていたにもかかわらず、一向に買い手が付かなかった。やむなくノースフライトは牧場が所有することになった。なお、「ノースフライト」の名は、大北牧場の「北（north）」に母名の一部「フライト」を加えたものである。
順調に成長する健康的な馬だったが、育成のペースは上がらず、4歳（1993年）になってから奈良県の育成場に移ったのち、同2月に滋賀県栗東トレーニングセンターの加藤敬二厩舎に入った。栗東で調教が積まれている最中、同期4歳馬のクラシック戦線ではベガやウイニングチケットを筆頭とするトニービン産駒が大活躍を見せていた。しかしこの時点で斎藤はノースフライトの競走能力に大きな期待は寄せておらず「競走馬としてはだめでも繁殖としては価値がある」と思っていたのみだった。

### 戦績

#### 4歳時（1993年）
5月1日、西園正都を鞍上に新潟開催の未出走戦でデビュー。当日は1番人気に推されると、2着に9馬身差を付けて初戦勝利を挙げた。約3カ月後の足立山特別（500万下条件戦）では武豊が手綱を執り、ここも8馬身差で圧勝。2戦の内容に「（春の牝馬二冠を制した）ベガの三冠を阻む馬」との声も上がり、同馬の主戦騎手を務める武も「キャリア1戦の上に休養明けでこれだけのレースができるんだから、能力が違う」「秋にはベガのライバルになるかも」と評した。
しかし牝馬三冠最終戦のエリザベス女王杯を見据えて出走した秋分特別（900万下条件戦）では、調整過程で発熱や蕁麻疹を生じ順調でなかったことや、競走当日に発情を起こしたこともあり、生涯最低の5着と敗れた。エリザベス女王杯出走に向けて獲得賞金加算の必要があったことから、10月16日には2クラスの格上挑戦となる重賞の府中牝馬ステークスに出走。角田晃一を背に当日4番人気の支持を受けると、好位追走から直線で余裕をもって抜けだし、キャリア4戦目での重賞初勝利を挙げた。これでエリザベス女王杯の有力馬となったが、勝った3戦はいずれも1600メートル近辺の距離で、唯一の敗戦は2000メートルでのものだったことから、エリザベス女王杯の2400メートルという距離を不安視する見方もあった。
11月14日のエリザベス女王杯では、距離不安もあり5番人気の評価だった。レースでは中団追走から最後の直線で一時先頭に立ったが、直後に9番人気のホクトベガに内側からかわされ、同馬に1馬身半差の2着と敗れた。騎乗した角田は「抜け出したときは勝てると思ったんですが、ホクトベガはノーマークでした」と語った。年末には武豊騎乗で阪神牝馬特別を制し、重賞2勝目を挙げてシーズンを終えた。

#### 5歳時（1994年）
5歳となった1994年は京都牝馬特別から始動し、2着に6馬身差をつけて勝利した。このとき武、加藤はいずれもノースフライトがマイラーであるとの印象を語り、以後はマイル路線を進んでいくことになる。続くマイラーズカップでは牡馬との初対戦となったが、当年秋にジャパンカップを制するマーベラスクラウンをクビ差退け、レコードタイムで勝利。武は「着差以上に強い内容でした。危なげない勝ち方だったと思いますよ」と称えた。競走後、陣営は春のマイル王決定戦・安田記念への出走を明言したが、武は加藤に対し、別の前哨戦である京王杯スプリングカップ終了まで、安田記念におけるノースフライト騎乗の判断を保留させて欲しいと願い出た。京王杯スプリングカップでは武が騎乗したフランス調教馬・スキーパラダイスが、他に出走した外国馬3頭を2～4着に従えて優勝した。
5月15日、前年より国際競走となったGI・安田記念に出走。外国勢にはスキーパラダイスのほか、1000ギニーやジャック・ル・マロワ賞などの優勝馬サイエダティ（イギリス）、フォレ賞の優勝馬ドルフィンストリート（イギリス）、ミドルパークステークス優勝馬ザイーテン（UAE）といったGI級の実績馬が揃い、「ジャパンカップにも見劣りしないほどのメンバー」となった。武は当日1番人気となったスキーパラダイスに騎乗し、5番人気となったノースフライトの騎手はエリザベス女王杯でも騎乗した角田晃一が務めた。スタートが切られるとノースフライトは出遅れて後方からのレース運びとなったが、先行勢が競り合いながら進んだ結果、1000メートル通過は日本レコードから0.5秒差の56秒9という非常に速いペースで推移。ノースフライトは後方から最終コーナーで先団に取り付くと、最後の直線の残り200メートル付近で先頭に立ち、そのまま2着トーワダーリンに2馬身半差をつけてGI初制覇を果たした。走破タイム1分33秒2は競走史上2番目の記録（当時）。これは調教師の加藤にとっても初めてのGI制覇だった。加藤は「会心の競馬」と語り、角田は「世界の強豪馬を相手にこれだけ強い競馬をするんだから、本当に凄い馬ですよね」とノースフライトを称えた。
「ギリギリの仕上げ」で臨んだことから春はこれをもって休養に入り、北海道のノーザンファーム空港牧場で夏を過ごした。帰厩後の秋は11月のマイルチャンピオンシップへ直行の予定だったが、状態の向上が早かったことから前哨戦のスワンステークスより始動。ここには前年のスプリンターズステークス優勝馬で、安田記念で4着と敗れていたサクラバクシンオーも出走し、「スプリント王」と「マイル女王」が、それぞれの最適距離から長短やや異なる1400メートルで対戦することになった。生涯最短の距離に臨んだノースフライトは道中でやや追走に苦労する様子を見せると、最終コーナーでもスムーズに馬群から抜け出せず、直線で追い込んだもののサクラバクシンオーから1馬身1/4差の2着と敗れた。なお、同馬の走破タイム1分19秒9は1400メートルで初めて1分20秒を切る日本レコードタイム（当時）であり、2017年にイスラボニータに破られるまで阪神競馬場のレコードタイムであった。
11月20日、目標のマイルチャンピオンシップに出走。戦前にはこの競走を最後としての引退が発表された。サクラバクシンオーとの再戦となったが、マイルの距離ではノースフライトが優位と見られ、単勝オッズ1.7倍の1番人気に支持された。サクラバクシンオーが3.3倍で続き、3番人気のフジノマッケンオーは11倍超と大きく離されていた。スタートが切られると、サクラバクシンオーは3番手、ノースフライトはその後ろにつけた。第3コーナーからペースが上がり、最後の直線入口でサクラバクシンオーが先頭に立つが、ノースフライトが直線半ばでこれを捉え、1馬身半差で勝利した。走破タイム1分33秒0は、従来の記録を0秒3更新するコースレコード。同一年度に安田記念とマイルチャンピオンシップを連覇したのは1985年のニホンピロウイナー以来9年ぶり2頭目の記録だった。
加藤は「引退させるには惜しいとの声も聞きますが、今後の厳しい状況を考えると、ちょうどいい時期かとも思います」と語り、また大北牧場の斎藤も「惜しいとはみなさんに言っていただきますけど、彼女にはこれからも仕事がありますから、これがベストだろうと思っています」と語った。11月30日、ノースフライトは競走登録を抹消され、繁殖入りのため大北牧場へ戻った。
翌1995年1月、当年のJRA賞最優秀5歳以上牝馬に選出。またJRAのフリーハンデでは短距離部門の牝馬として歴代最高評価となる60キログラムを与えられた。安田記念とマイルチャンピオンシップを制したものの、JRA賞最優秀短距離馬はサクラバクシンオーが選出された。大川慶次郎は、前年最優秀短距離馬に選出されたヤマニンゼファーは同年のスプリンターズステークスでサクラバクシンオーに敗れており、その理論で言うとこの年はサクラバクシンオーを退けてGIを2勝したノースフライトが選出されなかったことはおかしいと述べ、「評価の基準が一定でないのに、記者が勝手な判断で票を入れているということになります」と不満を露わにし、当時大川自身もJRAに「1600mを勝った馬を"短距離馬"というカテゴリーに入れるのか入れないのか、記者にきちんと説明しないと迷うよ」と伝えていたことを後年に明かしている。当年は中央競馬史上5頭目のクラシック三冠を達成したナリタブライアンが年度代表馬に選定されたが、投票では1票のみノースフライトに投じられていたため、満票選出とならなかった。

### 引退後
初年度の交配相手ノーザンテーストをはじめとして、数々のランキング上位の種牡馬と交配されたが、2001年のプリンシパルステークスに勝利したミスキャスト（父サンデーサイレンス）のほかに、オープンクラスで活躍する馬は出なかった。ミスキャストは引退後に種牡馬となり、2012年の天皇賞・春を勝ったビートブラックを出した。初年度産駒のキコウシは2006年から2011年まで阪神競馬場で誘導馬を務めた。また、2番仔フェルメールブルーの孫に2023年ハイセイコー記念・2024年黒潮盃を優勝したダテノショウグンがいる。
2011年の不受胎を最後に繁殖を引退。以後は北海道浦河町の大北牧場で功労馬として余生を過ごしていたが、2018年1月22日、心不全のため死去。

## 競走成績
| 年月日 | 年月日 | 年月日 | 競馬場 | 競走名           | 格      | 人気 | 倍率 | 着順 | 距離（馬場）  | タイム  | （上3F） | 騎手     | 斤量 [kg] | 勝ち馬 / （2着馬）     |
| ------ | ------ | ------ | ------ | ---------------- | ------- | ---- | ---- | ---- | ------------- | ------- | -------- | -------- | --------- | ---------------------- |
| 1993   | 5.     | 1      | 新潟   | 4歳未出走        |         | 1人  | 02.0 | 1着  | 芝1600m（稍） | 01:36.2 | (36.7)   | 西園正都 | 53        | （サザングレート）     |
|        | 7.     | 25     | 小倉   | 足立山特別       | 500万下 | 1人  | 02.0 | 1着  | 芝1700m（良） | 01:41.3 | (35.9)   | 武豊     | 53        | （ロマンストウショウ） |
|        | 9.     | 18     | 阪神   | 秋分特別         | 900万下 | 1人  | 01.2 | 5着  | 芝2000m（良） | 02:03.0 | (38.0)   | 武豊     | 53        | シマノヤマヒメ         |
|        | 10.    | 17     | 東京   | 府中牝馬S        | GIII    | 4人  | 07.0 | 1着  | 芝1600m（良） | 01:34.7 | (35.3)   | 角田晃一 | 50        | （パーシャンスポット） |
|        | 11.    | 14     | 京都   | エリザベス女王杯 | GI      | 5人  | 14.6 | 2着  | 芝2400m（良） | 02:25.1 | (35.7)   | 角田晃一 | 55        | ホクトベガ             |
|        | 12.    | 19     | 阪神   | 阪神牝馬特別     | GIII    | 1人  | 02.5 | 1着  | 芝2000m（良） | 02:02.8 | (36.5)   | 武豊     | 56        | （ベストダンシング）   |
| 1994   | 1.     | 30     | 阪神   | 京都牝馬特別     | GIII    | 1人  | 01.4 | 1着  | 芝1600m（良） | 01:36.8 | (36.0)   | 武豊     | 57        | （フェイヴァーワン）   |
|        | 3.     | 6      | 中京   | マイラーズC      | GII     | 1人  | 01.8 | 1着  | 芝1700m（良） | R1:40.6 | (35.3)   | 武豊     | 55        | （マーベラスクラウン） |
|        | 5.     | 15     | 東京   | 安田記念         | GI      | 5人  | 07.0 | 1着  | 芝1600m（良） | 01:33.2 | (35.7)   | 角田晃一 | 55        | （トーワダーリン）     |
|        | 10.    | 29     | 阪神   | スワンS          | GII     | 2人  | 03.0 | 2着  | 芝1400m（良） | 01:20.1 | (34.7)   | 角田晃一 | 57        | サクラバクシンオー     |
|        | 11.    | 20     | 京都   | マイルCS         | GI      | 1人  | 01.7 | 1着  | 芝1600m（良） | R1:33.0 | (34.2)   | 角田晃一 | 55        | （サクラバクシンオー） |

- タイム欄のRはレコード勝ちを示す。

## 産駒一覧
|        | 生年月日      | 馬名                 | 性別 | 毛色   | 父馬               | 厩舎                           | 馬主                           | 戦績                       |
| ------ | ------------- | -------------------- | ---- | ------ | ------------------ | ------------------------------ | ------------------------------ | -------------------------- |
| 初仔   | 1996年3月28日 | キコウシ             | 牡   | 鹿毛   | ノーザンテースト   | 栗東・加藤敬二                 | （有）ターフ・スポート         | 38戦4勝（引退）            |
| 2番仔  | 1997年3月31日 | フェルメールブルー   | 牝   | 鹿毛   | ノーザンテースト   | 栗東・加藤敬二                 | （有）ターフ・スポート         | 25戦3勝（引退）            |
| 3番仔  | 1998年5月23日 | ミスキャスト         | 牡   | 鹿毛   | サンデーサイレンス | 栗東・加藤敬二                 | ノースヒルズマネジメント       | 24戦5勝（引退・種牡馬）    |
| 4番仔  | 1999年5月26日 | エスフライト         | 牝   | 黒鹿毛 | サンデーサイレンス | 栗東・加藤敬二                 | ターフ・スポート               | 2戦0勝（引退・繁殖）       |
| 5番仔  | 2000年5月30日 | ノースフライトの2000 | 牡   | 鹿毛   | ブライアンズタイム |                                |                                | （競走登録なし）           |
| 6番仔  | 2001年6月13日 | パビュラ             | 牝   | 鹿毛   | ブライアンズタイム | 栗東・加藤敬二                 | 大北牧場                       | 25戦3勝（うち地方11戦3勝） |
| 7番仔  | 2003年4月27日 | メルヴェイユーズ     | 牝   | 黒鹿毛 | エルコンドルパサー | 栗東・加藤敬二                 | ターフ・スポート               | 6戦1勝（うち地方5戦1勝）   |
| 8番仔  | 2006年2月25日 | ハウオリ             | 牝   | 鹿毛   | キングカメハメハ   | 美浦・角居勝彦                 | 金子真人ホールディングス（株） | 12戦3勝（引退・繁殖）      |
| 9番仔  | 2007年4月19日 | カトルズフライト     | 牡   | 鹿毛   | シンボリクリスエス | 美浦・杉浦宏昭                 | 山岸桂市                       | 3戦0勝（引退）             |
| 10番仔 | 2009年3月31日 | ミラクルムーン       | 牝   | 黒鹿毛 | アドマイヤムーン   | 栗東・手塚貴久 →金沢・宗綱泰彦 | 阿部紀子 →阿部徳次             | 18戦1勝（うち地方9戦0勝）  |

## 評価
加藤敬二は本馬について「何十年に1頭出るか、出ないか。そういう馬だと思っています」と評している。加藤によれば厩舎でのノースフライトは体質が弱く、「比較的ハードに」調教したのは安田記念の前のみだったといい、「体さえパンとしたらどこまで強くなったか分からない」と述べている。サクラバクシンオーの管理調教師である境勝太郎は「6歳秋、この馬と戦ったバクシンオーは1400メートルのスワンステークスでは勝ち、1600メートルのマイルチャンピオンシップでは負けた。これは距離適性の差ではない。ノースフライトの状態が完全だったかどうかで結果が決まった、ということだ。あの馬が完調で出てきたら、たとえ1200メートルでもバクシンオーが勝てたかどうか」と高く評価している。対して、角田晃一は「1400の距離でバクシンオーのあのスピードについて行ったらこっちが潰れてしまう」と語り、スワンステークスでの完敗を認めている。なお、境はマイルチャンピオンシップのパドックにおいて、加藤に対し「この2頭の産駒はどうですか」と水を向け、加藤も「いいですね」と応じたとされるが、両馬の交配は実現しなかった。バクシンオーは父内国産の種牡馬として史上初めて産駒の勝利数が1000を超えるなど優れた実績を残した。
高い能力を示した一方で、印象の薄い馬との評もある。ライターの辻谷秋人はその原因について「思い入れというのは時間をかけて熟成するのだが、ノースフライトはその暇を与えてくれなかった。表舞台に登場し、おお、これは強いぞと思い、そしてちょっと油断している隙に、登り詰めてしまった。思い入れを感じる時間がなかったような気がするのだ」と述べている。また漫画家のよしだみほは「パッと出てきて、パッとやめちゃったという感じ。印象が薄いのは、その辺にも原因があるのかも」と評している。日本中央競馬会の広報誌『優駿』はJRA賞受賞の短評において「デビューが4歳の5月と遅く、サラブレッドがもっとも光り輝く4歳春のクラシックに縁がなかったためか、受ける印象はどうしても薄いが、その成績は歴史上のどの牝馬と比べても見劣らない。（中略）本当はどのくらい強かったのか。天皇賞・秋や有馬記念に出てほしかった、という思いは誰もが抱いた」とした。
2000年に日本中央競馬会が企画したファン投票による名馬選定企画「Dream Horses 2000」においては、ノースフライトは2,521票を集めて35位に選出された。

## エピソード
担当厩務員だった石倉幹子は当時珍しかった女性厩務員のひとりとして注目を集めた。石倉は1993年1月に厩務員になったばかりで、1頭をデビュー前から担当するのはノースフライトが初めてだった。ファンにも親しまれた「フーちゃん」の愛称は、石倉がそのように呼んでいたのが好評を得たものである。ただし、自身はマスコミの取材に対して「騒ぎすぎ」と苦言を呈していた。なお、石倉は1998年の優駿牝馬（オークス）を制したエリモエクセルも担当している。

## 血統表
| ノースフライトの血統              | ノースフライトの血統                                 | ノースフライトの血統            | （血統表の出典）                | （血統表の出典）      |
| 父系                              | ゼダーン系                                           | ゼダーン系                      | ゼダーン系                      | [ § 2 ]               |
| 父 *トニービン Tony Bin 1983 鹿毛 | 父の父*カンパラ Kampala 1976 黒鹿毛                  | Kalamoun                        | *ゼダーン                       | *ゼダーン             |
| 父 *トニービン Tony Bin 1983 鹿毛 | 父の父*カンパラ Kampala 1976 黒鹿毛                  | Kalamoun                        | Khairunissa                     |                       |
| 父 *トニービン Tony Bin 1983 鹿毛 | 父の父*カンパラ Kampala 1976 黒鹿毛                  | State Pension                   | *オンリーフォアライフ           | *オンリーフォアライフ |
| 父 *トニービン Tony Bin 1983 鹿毛 | 父の父*カンパラ Kampala 1976 黒鹿毛                  | State Pension                   | Lorelei                         |                       |
| 父 *トニービン Tony Bin 1983 鹿毛 | 父の母Severn Bridge 1965 栗毛                        | Hornbeam                        | Hyperion                        | Hyperion              |
| 父 *トニービン Tony Bin 1983 鹿毛 | 父の母Severn Bridge 1965 栗毛                        | Hornbeam                        | Thicket                         |                       |
| 父 *トニービン Tony Bin 1983 鹿毛 | 父の母Severn Bridge 1965 栗毛                        | Priddy Fair                     | Preciptic                       | Preciptic             |
| 父 *トニービン Tony Bin 1983 鹿毛 | 父の母Severn Bridge 1965 栗毛                        | Priddy Fair                     | Campanette                      |                       |
| 母 シャダイフライト 1973 鹿毛     | 母の父*ヒッティングアウェー Hitting Away 1958 鹿毛   | Ambiorix                        | Tourbillon                      | Tourbillon            |
| 母 シャダイフライト 1973 鹿毛     | 母の父*ヒッティングアウェー Hitting Away 1958 鹿毛   | Ambiorix                        | Lavendula                       |                       |
| 母 シャダイフライト 1973 鹿毛     | 母の父*ヒッティングアウェー Hitting Away 1958 鹿毛   | Striking                        | War Admiral                     | War Admiral           |
| 母 シャダイフライト 1973 鹿毛     | 母の父*ヒッティングアウェー Hitting Away 1958 鹿毛   | Striking                        | Baby League                     |                       |
| 母 シャダイフライト 1973 鹿毛     | 母の母*フォーワードフライト Forward Flight 1967 栗毛 | Porterhouse                     | Endeavour                       | Endeavour             |
| 母 シャダイフライト 1973 鹿毛     | 母の母*フォーワードフライト Forward Flight 1967 栗毛 | Porterhouse                     | Red Stamp                       |                       |
| 母 シャダイフライト 1973 鹿毛     | 母の母*フォーワードフライト Forward Flight 1967 栗毛 | Bashful Girl                    | Khaled                          | Khaled                |
| 母 シャダイフライト 1973 鹿毛     | 母の母*フォーワードフライト Forward Flight 1967 栗毛 | Bashful Girl                    | But Beautiful                   |                       |
| 母系(F-No.)                       | フォーワードフライト系(FN:12-c)                      | フォーワードフライト系(FN:12-c) | フォーワードフライト系(FN:12-c) | [ § 3 ]               |
| 5代内の近親交配                   | Hyperion 4×5                                         | Hyperion 4×5                    | Hyperion 4×5                    | [ § 4 ]               |
| 出典                              | 1. 2. 3. 4.                                          | 1. 2. 3. 4.                     | 1. 2. 3. 4.                     | 1. 2. 3. 4.           |

半姉ノーザンミンクス（父ノーザンテースト）の産駒（本馬の甥）にマリーゴッド（GIII函館3歳ステークス勝ち馬）。